# Giuli Manjgaladze
Giuli Manjgaladze (in georgiano გიული მანჯგალაძე?; in ucraino Гіулі Шотайович Манджгаладзе?, Giuli Šotajovyč Mandžhaladze; 9 settembre 1992) è un calciatore georgiano con cittadinanza ucraina, centrocampista del Samt'redia.

## Carriera
Ha giocato nella massima serie dei campionati georgiano, azero e lettone.

## Palmarès

### Club

#### Competizioni nazionali
- Campionato georgiano: 2

Samt'redia: 2016
Dinamo Batumi: 2021
- Supercoppa di Georgia: 1

Samt'redia: 2017